# Lázaro Álvarez
Lázaro Álvarez (n. 28 ianuarie 1991, Pinar del Río, Cuba) este un boxer ce a reprezentat Cuba, medaliat olimpic. A participat la 3 ediții ale Jocurilor Olimpice (2012, 2016, 2020) în care a câștigat trei medalii de bronz.